# Grand Prix Formule 1 van Japan 2007
De Grand Prix Formule 1 van Japan 2007 werd gehouden van 28 tot 30 september 2007 .

## Kwalificatie
| Positie | Nummer | Naam                 | Team               | Part 1   | Part 2    | Part 3   |
| ------- | ------ | -------------------- | ------------------ | -------- | --------- | -------- |
| 1       | 2      | Lewis Hamilton       | McLaren-Mercedes   | 1:25.489 | 1:24.753  | 1:25.368 |
| 2       | 1      | Fernando Alonso      | McLaren-Mercedes   | 1:25.379 | 1:24.806  | 1:25.438 |
| 3       | 6      | Kimi Räikkönen       | Ferrari            | 1:25.390 | 1:24.988  | 1:25.516 |
| 4       | 5      | Felipe Massa         | Ferrari            | 1:25.359 | 1:25.049  | 1:25.765 |
| 5       | 9      | Nick Heidfeld        | BMW Sauber         | 1:25.971 | 1:25.248  | 1:26.505 |
| 6       | 7      | Jenson Button        | Honda              | 1:26.614 | 1:25.454  | 1:26.913 |
| 7       | 15     | Mark Webber          | Red Bull-Renault   | 1:25.970 | 1:25.535  | 1:26.914 |
| 8       | 19     | Sebastian Vettel     | Toro Rosso-Ferrari | 1:26.025 | 1:25.909  | 1:26.973 |
| 9       | 10     | Robert Kubica        | BMW Sauber         | 1:26.300 | 1:25.530  | 1:27.225 |
| 10      | 3      | Giancarlo Fisichella | Renault            | 1:26.909 | 1:26.033  |          |
| 11      | 4      | Heikki Kovalainen    | Renault            | 1:27.223 | 1:26.232  |          |
| 12      | 14     | David Coulthard      | Red Bull-Renault   | 1:26.904 | 1:26.247  |          |
| 13      | 12     | Jarno Trulli         | Toyota             | 1:26.711 | 1:26.253  |          |
| 14      | 18     | Vitantonio Liuzzi    | Toro Rosso-Ferrari | 1:27.234 | 1:26.948  |          |
| 15      | 11     | Ralf Schumacher      | Toyota             | 1:27.191 | Geen tijd |          |
| 16      | 16     | Nico Rosberg         | Williams-Toyota    | 1:26.579 | 1:25.816  | 1:26.728 |
| 17      | 8      | Rubens Barrichello   | Honda              | 1:27.323 |           |          |
| 18      | 17     | Alexander Wurz       | Williams-Toyota    | 1:27.454 |           |          |
| 19      | 23     | Anthony Davidson     | Super Aguri-Honda  | 1:27.564 |           |          |
| 20      | 20     | Adrian Sutil         | Spyker-Ferrari     | 1:28.628 |           |          |
| 21      | 22     | Takuma Sato          | Super Aguri-Honda  | 1:28.762 |           |          |
| 22      | 21     | Sakon Yamamoto       | Spyker-Ferrari     | 1:29.668 |           |          |

## Race
| Positie | Nummer | Coureur              | Team               | Rondes | Tijd/Oorzaak uitval | Startplaats | Punten |
| ------- | ------ | -------------------- | ------------------ | ------ | ------------------- | ----------- | ------ |
| 1       | 2      | Lewis Hamilton       | McLaren-Mercedes   | 67     | 2:00:34.579         | 1           | 10     |
| 2       | 4      | Heikki Kovalainen    | Renault            | 67     | +8.377              | 11          | 8      |
| 3       | 6      | Kimi Räikkönen       | Ferrari            | 67     | +9.478              | 3           | 6      |
| 4       | 14     | David Coulthard      | Red Bull-Renault   | 67     | +20.297             | 12          | 5      |
| 5       | 3      | Giancarlo Fisichella | Renault            | 67     | +38.864             | 10          | 4      |
| 6       | 5      | Felipe Massa         | Ferrari            | 67     | +49.042             | 4           | 3      |
| 7       | 10     | Robert Kubica        | BMW Sauber         | 67     | +49.285             | 9           | 2      |
| 8       | 20     | Adrian Sutil         | Spyker-Ferrari     | 67     | +1:00.129           | 20          | 1      |
| 9       | 18     | Vitantonio Liuzzi    | Toro Rosso-Ferrari | 67     | +1:20.622           | 14          |        |
| 10      | 8      | Rubens Barrichello   | Honda              | 67     | +1:28.342           | 17          |        |
| 11      | 7      | Jenson Button        | Honda              | 67     | Ophanging           | 6           |        |
| 12      | 21     | Sakon Yamamoto       | Spyker-Ferrari     | 66     | +1 ronde            | 22          |        |
| 13      | 12     | Jarno Trulli         | Toyota             | 66     | +1 ronde            | 13          |        |
| 14      | 9      | Nick Heidfeld        | BMW Sauber         | 65     | Techniek            | 5           |        |
| 15      | 22     | Takuma Sato          | Super Aguri-Honda  | 65     | Botsing             | 21          |        |
| Ret     | 11     | Ralf Schumacher      | Toyota             | 55     | Lekke band          | 15          |        |
| Ret     | 23     | Anthony Davidson     | Super Aguri-Honda  | 54     | Gaskleppen          | 19          |        |
| Ret     | 16     | Nico Rosberg         | Williams-Toyota    | 49     | Elektrisch          | 16          |        |
| Ret     | 19     | Sebastian Vettel     | Toro Rosso-Ferrari | 46     | Schade botsing      | 8           |        |
| Ret     | 15     | Mark Webber          | Red Bull-Renault   | 45     | Botsing             | 7           |        |
| Ret     | 1      | Fernando Alonso      | McLaren-Mercedes   | 41     | Ongeluk             | 2           |        |
| Ret     | 17     | Alexander Wurz       | Williams-Toyota    | 19     | Botsing             | 18          |        |

## Wetenswaardigheden
- Rondeleiders: Lewis Hamilton, 55 rondes (1-28 en 41-67), Sebastian Vettel, 3 rondes (29-31), Mark Webber, 5 rondes (32-36), Heikki Kovalainen, 3 rondes (37-39) en Giancarlo Fisichella, 1 ronde (40).
- Eerste punten: Adrian Sutil
- Eerste podium: Heikki Kovalainen
- Dit is het eerste punt voor Spyker.
- De race startte met 19 rondes achter de safety car vanwege de vele regenval.
- Mark Webber moest braken tijdens die safety car situatie.
- Dit is de eerste keer in de geschiedenis van de Formule 1 dat er twee Finnen op het podium staan.
- Sebastian Vettel werd deze race de jongste Formule 1-coureur ooit die ten minste een ronde aan de leiding reed. Dit record bleef staan tot 15 mei 2016, toen Max Verstappen op achttienjarige leeftijd de Grand Prix van Spanje 2016 leidde.

## Statistieken
| Snelste ronde | Lewis Hamilton | Team McLaren-Mercedes | 1:28.193 |

## Noot
- Dit was de vijfde pole position voor Lewis Hamilton.
- Eerste rondes als raceleider voor Sebastian Vettel.
- Eerste podiumplaats voor Heikki Kovalainen.